# Divisione Nazionale B 2013-2014
La Divisione Nazionale B 2013-2014 (chiamata anche Lega Adecco DNB 2013-2014 per ragioni di sponsorizzazione) è stata la prima stagione del terzo livello del Campionato italiano di pallacanestro, dopo il cambio di denominazione dei campionati dilettantistici avvenuta nell'estate 2011, la prima sotto la gestione della nuova LNP.
La stagione si è conclusa con la vittoria della Givova Scafati nella Final Four di Cervia che ha sancito la promozione in Serie A2 sul campo anche di ORSI Tortona e Europromotion Legnano. In virtù del fallimento della Montepaschi Siena in Serie A, della mancata iscrizione in Serie A2 della Sutor Montegranaro e dei conseguenti ripescaggi a cascata nelle serie superiori, sono state ammesse in Serie A2 anche Benacquista Latina e Bakery Piacenza. Ammessa in Serie A2 anche la De Longhi Treviso che ha acquisito i diritti sportivi della Torrevento Nord Barese.
Al termine della Regular Season sono retrocesse in Serie C: CUS Torino, Graphistudio Spilimbergo e Sicoma Valdiceppo. A seguito delle numerose defezioni nell'organico per la stagione 2014/15, il CUS Torino è stato poi ripescato in Serie B.

## Regolamento

### Formula
Le squadre sono divise in 4 gironi, di cui tre da 14 e uno da 13 (per la messa in liquidazione del CUS Messina Basket a soli sei giorni dall'inizio del campionato). Secondo quanto stabilito dalla Federazione Italiana Pallacanestro, le squadre di ciascun girone si affronteranno in una prima fase di qualificazione con gare di andata e ritorno.
Dopo la prima fase, è prevista una fase cosiddetta "a orologio" di 4 giornate: 
ognuna delle 14 squadre giocherà due gare in casa contro le due squadre che la seguono in classifica e due gare fuori casa contro le due squadre che la precedono in classifica. Al termine della fase "a orologio" verrà stilata la classifica finale che terrà conto dei punti conseguiti nella fase di qualificazione (26 giornate) e nella fase ad orologio (4 giornate). 
In caso di parità in classifica verranno però presi in considerazione i riferimenti della sola prima fase di qualificazione.
In base alla classifica finale:
- Le squadre classificate dal 1º all'8º posto di ogni girone accederanno ai Play Off. I quarti di finale, le semifinali e le finali si disputeranno al meglio delle tre gare, con il seguente calendario: gara1 e l'eventuale gara3 si disputeranno in casa della squadra che, tra le due, avrà ottenuto la migliore posizione nella classifica finale e gara2 si disputerà in casa della squadra che, tra le due, avrà ottenuto la peggiore posizione nella classifica finale. Passerà al turno successivo la squadra che vincerà due gare. La squadra vincente dei Play Off dei rispettivi gironi accederà alla Final Four Promozione. La Final Four Promozione si terrà in campo neutro con il seguente calendario: vincente Play Off Girone A contro vincente Play Off Girone B e vincente Play Off Girone C contro vincente Play Off Girone D. Le squadre che usciranno vincitrici dai due incontri saranno promosse in Serie A2. Le due squadre perdenti si affronteranno in un ulteriore spareggio per stabilire la terza ed ultima promozione in Serie A2.
- Le squadre classificate all'ultimo posto di ogni girone retrocederanno direttamente in Serie C. Non verranno disputati Playout.
- Le rimanenti squadre non disputeranno ulteriori incontri.

Al termine del girone di andata, le squadre classificate al 1º e 2º posto di ogni girone hanno avuto accesso ai quarti di finale (con gare di andata e ritorno) di Coppa Italia DNB, propedeutici alla Final Four in programma a Rimini dal 7 al 9 marzo 2014.

## Squadre

### Girone A
- Alessandria Basketball
- Fortitudo Pallacanestro Bologna 103
- Basket Cecina
- ABC Castelfiorentino
- Benedetto XIV 2011 Cento
- USE Basket Empoli
- Pallacanestro Don Bosco Livorno

- Basket Team Enrico Battaglia Mortara
- S.C. 1949 Montecatini Terme
- Pavia Basket
- Pallacanestro Piacentina
- Basket Golfo Piombino
- CUS Torino
- Derthona Basket Tortona

### Girone B
- Pallacanestro Costa Volpino
- Basket Lecco
- Legnano Basket Knights
- Basket Club Lorenzo Zanni Lugo
- Urania Basket Milano
- Team Basket Montichiari
- Pallacanestro Orzinuovi

- Pienne Basket Pordenone
- Basket Rimini Crabs
- Sangiorgese Basket San Giorgio su Legnano
- Pallacanestro Vis Spilimbergo
- Treviso Basket
- Robur et Fides Varese
- Amici Pallacanestro Udinese

### Girone C
- Virtus Basket Fondi
- Giulianova Basket
- Latina Basket
- Poderosa Pallacanestro Montegranaro
- Orvieto Basket
- Pallacanestro Palestrina
- Amatori Basket Pescara

- Porto Sant'Elpidio Basket
- NPC Rieti
- Eurobasket Roma
- Stella Azzurra
- Pallacanestro Senigallia
- Val Di Ceppo Perugia Basket
- Generazione Vincente Vasto Basket

### Girone D
- Polisportiva Basket Agropoli
- Cestistica Bernalda
- Lions Bisceglie
- Basket Francavilla Fontana
- Lanciano Basket
- Pallacanestro San Michele Maddaloni
- Valle d'Itria Basket Martina Franca

- Pallacanestro Cus Messina
- Pallacanestro Molfetta
- Nuova Pallacanestro Monteroni
- Cestistica San Severo
- Scafati Basket
- CUS Jonico Basket Taranto
- Dynamic Venafro

## Stagione Regolare

### Girone A

#### Classifica
|  |     | Classifica stagione regolare  | PT | G  | V  | P  | PF   | PS   | Diff |
|  | --- | ----------------------------- | -- | -- | -- | -- | ---- | ---- | ---- |
|  | 1.  | ORSI Derthona Tortona         | 44 | 30 | 22 | 8  | 2205 | 2017 | +188 |
|  | 2.  | Tulipano Fortitudo Bologna    | 44 | 30 | 22 | 8  | 2211 | 2067 | +144 |
|  | 3.  | Bakery Piacenza               | 40 | 30 | 20 | 10 | 2259 | 2102 | +157 |
|  | 4.  | GR Services Cecina            | 34 | 30 | 17 | 13 | 2182 | 2137 | +45  |
|  | 5.  | Nadirex Pavia Basket          | 32 | 30 | 16 | 14 | 2132 | 2120 | +12  |
|  | 6.  | Computer Gross USE Empoli     | 30 | 30 | 15 | 15 | 2030 | 2030 | 0    |
|  | 7.  | Tramec Benedetto XIV Cento    | 28 | 30 | 14 | 16 | 2239 | 2261 | -22  |
|  | 8.  | Expo Inox Bk Team Mortara     | 28 | 30 | 14 | 16 | 2181 | 2234 | -53  |
|  | 9.  | Missardi Montecatini          | 26 | 30 | 13 | 17 | 2095 | 2162 | -67  |
|  | 10. | Solbat Pall.Golfo Piombino    | 26 | 30 | 13 | 17 | 1967 | 2034 | -67  |
|  | 11. | Zimetal Alessandria           | 24 | 30 | 12 | 18 | 2225 | 2327 | -102 |
|  | 12. | Don Bosco Livorno             | 22 | 30 | 11 | 19 | 2138 | 2185 | -47  |
|  | 13. | La Falegnami Castelfiorentino | 22 | 30 | 11 | 19 | 2087 | 2167 | -80  |
|  | 14. | CUS Torino                    | 20 | 30 | 10 | 20 | 1998 | 2081 | -83  |

Legenda:

      Qualificate ai Play Off
      Retrocessa in Divisione Nazionale C

#### Risultati
| Risultati        | ALE         | BOL         | CAS         | CEC         | CEN         | EMP         | LIV         | MON         | MOR         | PAV         | PIA         | PIO         | TOR         | TRT         |
| ---------------- | ----------- | ----------- | ----------- | ----------- | ----------- | ----------- | ----------- | ----------- | ----------- | ----------- | ----------- | ----------- | ----------- | ----------- |
| Alessandria      |             | 73-76       | 79-77 74-81 | 71-82       | 78-74       | 70-79       | 71-60       | 68-74       | 72-65       | 97-90       | 96-108      | 76-67 77-81 | 76-67       | 72-79       |
| Bologna          | 79-66       |             | 96-68       | 73-67 81-67 | 61-58       | 73-70       | 87-73       | 79-59       | 73-64       | 70-63       | 72-67 64-57 | 73-60       | 74-67       | 61-83       |
| Castelfiorentino | 91-102      | 98-87       |             | 78-76       | 76-81       | 74-66       | 78-67       | 88-68       | 72-76       | 75-56       | 71-66       | 68-73       | 68-69 79-60 | 69-77 61-86 |
| Cecina           | 81-73       | 59-70       | 101-74      |             | 92-78       | 61-65 78-62 | 77-71       | 87-75       | 86-84       | 76-49 59-55 | 65-81       | 82-77       | 71-59       | 59-67       |
| Cento            | 88-73       | 70-93       | 83-68       | 69-80       |             | 75-74       | 83-93       | 75-82 88-91 | 78-66 83-69 | 80-90       | 54-66       | 78-69       | 60-54       | 65-87       |
| Empoli           | 71-72       | 66-60       | 57-66       | 60-54       | 77-91 73-70 |             | 78-64       | 64-63       | 65-63       | 65-61 66-67 | 73-65       | 81-68       | 69-65       | 75-65       |
| Livorno          | 77-68 77-82 | 51-61       | 82-67       | 70-83       | 72-76       | 66-57       |             | 72-58       | 67-75       | 80-62       | 70-65       | 81-67 79-55 | 68-77       | 63-66       |
| Montecatini      | 72-64 86-89 | 63-58       | 69-59       | 78-70       | 57-65       | 68-66       | 74-85 78-53 |             | 63-62       | 71-77       | 69-56       | 66-52       | 53-48       | 75-78       |
| Mortara          | 82-57       | 76-68       | 93-91       | 60-67       | 67-60       | 71-65       | 90-83 68-60 | 89-82 81-69 |             | 68-75       | 75-77       | 110-103     | 77-85       | 74-65       |
| Pavia            | 81-74       | 88-73       | 82-58       | 80-66       | 86-81 73-90 | 65-66       | 78-64       | 65-64       | 65-61 78-73 |             | 77-63       | 58-61       | 66-56       | 87-81       |
| Piacenza         | 89-71       | 69-78       | 74-63       | 68-61 88-68 | 93-85       | 71-68 79-73 | 74-78       | 88-74       | 110-72      | 76-69       |             | 77-63       | 76-58       | 80-70       |
| Piombino         | 54-48       | 73-67       | 58-51 64-58 | 65-67       | 67-55       | 54-58       | 78-72       | 63-57       | 50-51       | 69-59       | 64-65       |             | 65-54 66-41 | 65-83       |
| Torino           | 63-71       | 69-84 74-83 | 53-59       | 77-82       | 74-75       | 63-59       | 72-68       | 94-66       | 86-47       | 67-66       | 72-80       | 76-68       |             | 66-77 77-62 |
| Tortona          | 77-64       | 70-50 79-87 | 78-62       | 78-59       | 60-71       | 68-62       | 80-72       | 79-71       | 79-72       | 70-64       | 66-63 63-68 | 66-48       | 66-55       |             |

### Girone B

#### Classifica
|  |     | Classifica stagione regolare    | PT | G  | V  | P  | PF   | PS   | Diff |
|  | --- | ------------------------------- | -- | -- | -- | -- | ---- | ---- | ---- |
|  | 1.  | GaGà Milano Orzinuovi           | 52 | 30 | 26 | 4  | 2261 | 2067 | +194 |
|  | 2.  | Legnano Basket Knights          | 44 | 30 | 22 | 8  | 2122 | 1875 | +247 |
|  | 3.  | Contadi Castaldi Montichiari    | 42 | 30 | 21 | 9  | 2122 | 1945 | +177 |
|  | 4.  | De Longhi Universo Treviso      | 40 | 30 | 20 | 10 | 2055 | 1982 | +73  |
|  | 5.  | GSA APU Udine                   | 36 | 30 | 18 | 12 | 2136 | 2035 | +101 |
|  | 6.  | Vivigas Costa Volpino           | 34 | 30 | 17 | 13 | 2160 | 2099 | +61  |
|  | 7.  | Friuladria Pordenone            | 28 | 30 | 14 | 16 | 2056 | 2091 | -35  |
|  | 8.  | LTC San Giorgio su Legnano      | 28 | 30 | 14 | 16 | 2095 | 2078 | +17  |
|  | 9.  | Basket Lecco                    | 26 | 30 | 13 | 17 | 2203 | 2185 | +18  |
|  | 10. | Urania Milano Wildcats          | 26 | 30 | 13 | 17 | 2071 | 2085 | -14  |
|  | 11. | Basket Rimini Crabs             | 22 | 30 | 11 | 19 | 2159 | 2242 | -83  |
|  | 12. | Orva Orthos Lugo                | 20 | 30 | 10 | 20 | 2018 | 2215 | -198 |
|  | 13. | Coelsanus Robur et Fides Varese | 16 | 30 | 8  | 22 | 2003 | 2197 | -194 |
|  | 14. | Graphistudio Spilimbergo        | 6  | 30 | 3  | 27 | 2028 | 2392 | -364 |

Legenda:

      Qualificate ai Play Off
      Retrocessa in Divisione Nazionale C

#### Risultati
| Risultati              | COS         | LEC         | LEG         | LUG         | MIL         | MON         | ORZ         | POR         | RIM         | SAN         | SPI         | TRE         | UDI         | VAR         |
| ---------------------- | ----------- | ----------- | ----------- | ----------- | ----------- | ----------- | ----------- | ----------- | ----------- | ----------- | ----------- | ----------- | ----------- | ----------- |
| Costa Volpino          |             | 76-67       | 55-67       | 87-68       | 53-60 70-66 | 73-59       | 65-85       | 92-88 70-67 | 95-55       | 63-70       | 94-80       | 64-57       | 58-77       | 87-76       |
| Lecco                  | 61-72       |             | 82-68       | 85-71       | 87-79       | 64-72       | 73-81       | 75-66       | 82-66 80-54 | 63-82 66-70 | 73-62       | 83-68       | 71-79       | 99-78       |
| Legnano                | 78-71       | 72-67       |             | 75-50       | 89-60       | 85-63 64-52 | 84-56       | 62-51       | 78-61       | 77-57       | 85-57       | 69-56 64-74 | 81-71       | 77-51       |
| Lugo                   | 97-88       | 81-90       | 54-59       |             | 36-69       | 54-66       | 75-84       | 63-79       | 72-55       | 45-49       | 80-74 83-69 | 89-69       | 76-62       | 82-73 68-62 |
| Milano                 | 60-58       | 83-75 74-82 | 77-63       | 77-69       |             | 64-77       | 64-88       | 73-45 75-76 | 83-86       | 67-63       | 92-60       | 72-76       | 49-61       | 82-66       |
| Montichiari            | 58-50       | 77-75       | 68-57       | 80-84       | 69-60       |             | 72-73       | 76-63       | 88-67       | 65-67       | 77-59       | 76-66 66-47 | 70-69 60-54 | 66-53       |
| Orzinuovi              | 57-72       | 81-77       | 72-62 67-65 | 80-75       | 74-59       | 69-67 65-59 |             | 64-56       | 70-62       | 83-75       | 94-84       | 88-70       | 77-72       | 67-57       |
| Pordenone              | 77-82       | 63-57 78-74 | 72-73       | 64-72       | 70-54       | 58-78       | 74-65       |             | 80-76       | 61-58 65-79 | 68-55       | 55-60       | 64-81       | 88-71       |
| Rimini                 | 82-72       | 85-72       | 66-78       | 74-61 93-51 | 65-78       | 62-71       | 70-73       | 67-75       |             | 72-58       | 85-80       | 54-64       | 92-85       | 64-70 89-76 |
| San Giorgio su Legnano | 64-70       | 52-67       | 50-53       | 77-68 65-58 | 72-68       | 68-90       | 58-63       | 73-75       | 87-91 72-71 |             | 85-68       | 78-86       | 76-63       | 82-89       |
| Spilimbergo            | 63-77       | 67-70       | 67-72 64-59 | 74-68       | 74-85       | 70-87       | 70-91 83-93 | 61-76       | 57-88       | 68-92       |             | 50-58       | 66-71       | 86-79       |
| Treviso                | 73-70 68-60 | 79-66       | 70-66       | 82-61       | 78-61       | 60-55       | 69-84       | 69-59       | 66-64       | 78-65       | 76-69       |             | 59-52 79-49 | 76-55       |
| Udine                  | 77-83 76-65 | 83-69       | 63-66       | 82-61       | 67-56 82-64 | 74-80       | 65-58       | 61-60       | 85-70       | 85-81       | 75-65       | 71-69       |             | 68-58       |
| Varese                 | 66-68       | 66-51       | 51-74       | 74-46       | 54-60       | 71-78       | 59-77 74-80 | 75-83       | 83-73       | 40-70       | 65-50 92-77 | 67-53       | 52-76       |             |

### Girone C

#### Classifica
|  |     | Classifica stagione regolare     | PT | G  | V  | P  | PF   | PS   | Diff |
|  | --- | -------------------------------- | -- | -- | -- | -- | ---- | ---- | ---- |
|  | 1.  | Benacquista Latina               | 54 | 30 | 27 | 3  | 2327 | 1770 | +557 |
|  | 2.  | Linkem Rieti                     | 48 | 30 | 24 | 6  | 2191 | 1885 | +306 |
|  | 3.  | BCC Vasto                        | 42 | 30 | 21 | 9  | 2006 | 1894 | +112 |
|  | 4.  | Amatori Pescara                  | 36 | 30 | 18 | 12 | 2142 | 2007 | +135 |
|  | 5.  | Goldengas Senigallia             | 32 | 30 | 16 | 14 | 2096 | 2044 | +52  |
|  | 6.  | Dino Bigioni Shoes Montegranaro  | 30 | 30 | 15 | 15 | 2063 | 2041 | +22  |
|  | 7.  | Ecoelpidiense Porto Sant'Elpidio | 30 | 30 | 15 | 15 | 1991 | 2131 | -140 |
|  | 8.  | Globo Giulianova                 | 28 | 30 | 14 | 16 | 2098 | 2131 | -33  |
|  | 9.  | Micene Roma                      | 28 | 30 | 14 | 16 | 2100 | 2208 | -108 |
|  | 10. | Citysightseeing Palestrina       | 26 | 30 | 13 | 17 | 2098 | 2093 | +5   |
|  | 11. | Telematica Orvieto               | 20 | 30 | 10 | 20 | 1889 | 2031 | -142 |
|  | 12. | Stella Azzurra Roma              | 20 | 30 | 10 | 20 | 1939 | 2128 | -189 |
|  | 13. | Oasi di Kufra Fondi              | 14 | 30 | 7  | 23 | 1955 | 2317 | -362 |
|  | 14. | Sicoma Valdiceppo Perugia        | 12 | 30 | 6  | 24 | 1946 | 2161 | -215 |

Legenda:

      Qualificate ai Play Off
      Retrocessa in Divisione Nazionale C

#### Risultati
| Risultati           | FON         | GIU         | LAT          | MON         | ORV         | PAL         | PER         | PES         | PSE         | RIE         | EUR         | STE         | SEN         | VAS         |
| ------------------- | ----------- | ----------- | ------------ | ----------- | ----------- | ----------- | ----------- | ----------- | ----------- | ----------- | ----------- | ----------- | ----------- | ----------- |
| Fondi               |             | 55-73       | 48-72 61-100 | 81-82       | 77-84       | 68-62       | 66-59 65-56 | 62-70       | 76-81       | 72-89       | 75-85       | 56-50       | 59-93       | 59-70       |
| Giulianova          | 92-69       |             | 66-62        | 64-81       | 63-56       | 69-53 68-60 | 67-62       | 78-71       | 65-76       | 58-76       | 64-67 81-96 | 76-81       | 60-52       | 83-79       |
| Latina              | 96-43       | 80-62       |              | 63-46       | 77-53       | 103-60      | 77-48       | 80-75       | 89-42       | 69-55 67-57 | 80-57       | 70-50       | 73-61       | 83-68 80-49 |
| Montegranaro        | 93-78       | 75-71 78-70 | 62-70        |             | 62-48       | 90-72       | 86-81       | 63-75       | 67-82 67-78 | 57-71       | 73-75       | 83-53       | 66-60       | 57-82       |
| Orvieto             | 74-60 64-72 | 56-62       | 49-75        | 65-60       |             | 87-80       | 70-62       | 49-77       | 56-58       | 64-82       | 72-64       | 77-57 67-62 | 63-77       | 66-71       |
| Palestrina          | 76-48       | 68-67       | 63-72        | 77-67       | 64-47 78-71 |             | 80-69       | 68-70       | 72-50       | 70-71       | 75-54 82-69 | 59-63       | 81-66       | 68-73       |
| Perugia             | 75-69       | 67-75       | 76-73 67-78  | 68-74       | 54-69       | 81-61       |             | 59-74       | 64-77       | 82-93 85-66 | 77-66       | 59-61       | 50-53       | 56-62       |
| Pescara             | 86-62       | 70-58       | 59-76        | 65-71 81-76 | 81-69       | 87-73       | 68-56       |             | 83-73       | 70-74       | 78-80       | 59-50       | 74-59 70-77 | 61-59       |
| Porto Sant'Elpidio  | 76-67       | 83-81 72-79 | 67-76        | 0-20        | 67-61       | 43-74 78-72 | 64-55       | 70-84       |             | 66-85       | 76-86       | 82-61       | 68-65       | 82-90       |
| Rieti               | 94-68       | 86-80       | 56-63        | 81-68       | 66-62       | 74-59       | 89-50       | 63-73 59-49 | 72-52       |             | 81-67       | 73-40       | 77-61       | 70-53 74-43 |
| Eurobasket Roma     | 81-63       | 60-67       | 65-87        | 62-61       | 63-68 72-68 | 78-101      | 91-77       | 53-64       | 71-68       | 66-78       |             | 75-74 70-64 | 70-63       | 64-66       |
| Stella Azzurra Roma | 47-49 83-72 | 83-75       | 56-77        | 71-88       | 68-56       | 69-73       | 69-78 75-73 | 77-75       | 73-76       | 59-68       | 87-79       |             | 75-67       | 71-81       |
| Senigallia          | 85-96       | 77-62       | 89-87        | 74-68 59-63 | 64-53       | 78-66       | 74-57       | 90-85       | 64-57 80-48 | 64-58       | 69-66       | 78-64       |             | 59-67       |
| Vasto               | 69-59       | 80-60       | 60-72        | 64-59       | 56-45       | 63-51       | 69-43       | 67-58 56-50 | 76-79       | 48-53       | 69-48       | 57-46       | 79-68 80-70 |             |

### Girone D

#### Classifica
|  |     | Classifica stagione regolare | PT | G  | V  | P  | PF   | PS   | Diff |
|  | --- | ---------------------------- | -- | -- | -- | -- | ---- | ---- | ---- |
|  | 1.  | Givova Scafati               | 52 | 28 | 26 | 2  | 2113 | 1666 | +447 |
|  | 2.  | BCC Agropoli                 | 38 | 28 | 19 | 9  | 2164 | 1967 | +197 |
|  | 3.  | Ambrosia Bisceglie           | 36 | 28 | 18 | 10 | 2125 | 1966 | +159 |
|  | 4.  | BPER Lanciano                | 34 | 28 | 17 | 11 | 1943 | 1907 | +36  |
|  | 5.  | Soavegel Francavilla Fontana | 30 | 28 | 15 | 13 | 2182 | 2179 | +3   |
|  | 6.  | DueEsse Martina Franca       | 30 | 28 | 15 | 13 | 1805 | 1772 | +33  |
|  | 7.  | San Michele Maddaloni        | 28 | 28 | 14 | 14 | 1967 | 1976 | -9   |
|  | 8.  | BBC Group Bernalda           | 20 | 28 | 10 | 18 | 1843 | 2009 | -166 |
|  | 9.  | Quarta Caffè Monteroni       | 18 | 28 | 9  | 19 | 1924 | 2133 | -209 |
|  | 10. | Gammauto Molfetta            | 16 | 28 | 8  | 20 | 1943 | 2113 | -170 |
|  | 11. | Farmacia Sardella Venafro    | 14 | 28 | 7  | 21 | 1880 | 2056 | -176 |
|  | 12. | CUS Jonico Taranto           | 12 | 28 | 6  | 22 | 1804 | 2071 | -267 |
|  |     | Cestistica San Severo        | 36 | 28 | 18 | 10 | 1945 | 1823 | +122 |
|  |     | CUS Messina                  | -  | -  | -  | -  | -    | -    | -    |

Legenda:

      Qualificate ai Play Off
      Retrocessa in Divisione Nazionale C

#### Risultati
| Risultati           | AGR         | BER         | BIS         | FRA         | LAN         | MAD         | MAR         | MES | MOL         | MON         | SSE         | SCA          | TAR         | VEN         |
| ------------------- | ----------- | ----------- | ----------- | ----------- | ----------- | ----------- | ----------- | --- | ----------- | ----------- | ----------- | ------------ | ----------- | ----------- |
| Agropoli            |             | 84-54       | 71-68 88-93 | 90-72       | 95-72       | 79-77       | 63-58 72-59 |     | 84-66       | 89-62       | 75-62       | 72-74        | 96-60       | 95-83       |
| Bernalda            | 54-97       |             | 59-74       | 64-63       | 61-55       | 62-66       | 70-62       |     | 78-71       | 67-62 66-56 | 74-85       | 73-68        | 79-72       | 66-73 60-64 |
| Bisceglie           | 94-76       | 84-74       |             | 96-89 75-78 | 64-54       | 88-70       | 54-55 84-59 |     | 63-49       | 102-83      | 90-76       | 93-89        | 87-72       | 80-69       |
| Francavilla Fontana | 77-90       | 69-68       | 84-75       |             | 67-65 75-76 | 86-75 73-68 | 74-62       |     | 76-61       | 106-89      | 76-88       | 65-75        | 93-84       | 76-82       |
| Lanciano            | 72-81       | 87-72       | 69-62       | 62-70       |             | 71-65 81-46 | 60-58       |     | 65-62 80-68 | 82-80       | 81-71       | 62-76        | 69-59       | 77-64       |
| Maddaloni           | 74-66       | 69-60 85-78 | 87-62       | 84-76       | 81-74       |             | 62-55       |     | 58-61 69-58 | 75-80       | 58-64       | 58-60        | 87-70       | 64-62       |
| Martina Franca      | 74-78       | 59-49       | 71-70       | 83-77 82-77 | 68-49 56-58 | 68-64       |             |     | 88-81       | 63-46       | 81-69       | 68-74        | 68-55       | 72-59       |
| Messina             |             |             |             |             |             |             |             |     |             |             |             |              |             |             |
| Molfetta            | 76-80       | 63-51 84-89 | 74-93       | 75-81       | 61-62       | 65-84       | 67-54       |     |             | 83-67 64-83 | 55-88       | 70-84        | 87-71       | 88-87       |
| Monteroni           | 81-68       | 79-73       | 58-65       | 60-76       | 57-75       | 73-75       | 56-69       |     | 83-73       |             | 77-93       | 54-73        | 59-54 66-73 | 83-81 81-78 |
| San Severo          | 92-72 0-20  | 87-73       | 96-74 0-20  | 111-90      | 75-69       | 80-73       | 68-60       |     | 98-69       | 75-55       |             | 69-78        | 81-66       | 87-64       |
| Scafati             | 84-49 74-52 | 71-48       | 71-69       | 94-87       | 79-75       | 84-61       | 78-72       |     | 84-65       | 86-54       | 70-55 20-0  |              | 66-44       | 70-45       |
| Taranto             | 75-107      | 68-62       | 74-67       | 77-79       | 70-73       | 79-68       | 0-20        |     | 60-67       | 72-74       | 93-102 20-0 | 52-105 66-80 |             | 72-81       |
| Venafro             | 80-73       | 52-59       | 71-79       | 68-70       | 64-68       | 61-64       | 56-61       |     | 53-80       | 77-66       | 70-73       | 46-69 42-77  | 75-82 73-64 |             |

## Play-off
- Incontri al meglio delle tre gare: si qualifica la squadra che vince due incontri.
- La squadra con il miglior piazzamento in classifica disputa il primo ed il terzo incontro in casa.
- La squadra che vince i play-off di ciascun girone viene ammessa alla Final Four Promozione.

### Girone A
|  | Quarti di finale | Quarti di finale | Quarti di finale |          |          | Semifinali | Semifinali | Semifinali |  |  | Finale | Finale  | Finale |
|  |                  |                  |                  |          |          |            |            |            |  |  |        |         |        |
|  | 1                | Tortona          | 2                |          |          |            |            |            |  |  |        |         |        |
|  | 8                | Mortara          | 1                |          |          |            |            |            |  |  |        |         |        |
|  | 8                | Mortara          | 1                |          | 1        | Tortona    | 2          |            |  |  |        |         |        |
|  |                  |                  |                  |          | 1        | Tortona    | 2          |            |  |  |        |         |        |
|  |                  | 4                | Cecina           | 1        |          |            |            |            |  |  |        |         |        |
|  | 4                | 4                | Cecina           | 1        | Cecina   | 2          |            |            |  |  |        |         |        |
|  | 4                |                  |                  |          | Cecina   | 2          |            |            |  |  |        |         |        |
|  | 5                | Pavia            | 1                |          |          |            |            |            |  |  |        |         |        |
|  |                  |                  |                  |          |          |            |            |            |  |  | 1      | Tortona | 2      |
|  |                  |                  | 3                | Piacenza | 1        |            |            |            |  |  |        |         |        |
|  | 2                | F.Bologna        | 0                |          |          |            |            |            |  |  |        |         |        |
|  | 7                | Cento            | 2                |          |          |            |            |            |  |  |        |         |        |
|  | 7                | Cento            | 2                |          | 7        | Cento      | 1          |            |  |  |        |         |        |
|  |                  |                  |                  |          | 7        | Cento      | 1          |            |  |  |        |         |        |
|  |                  | 3                | Piacenza         | 2        |          |            |            |            |  |  |        |         |        |
|  | 3                | 3                | Piacenza         | 2        | Piacenza | 2          |            |            |  |  |        |         |        |
|  | 3                |                  |                  |          | Piacenza | 2          |            |            |  |  |        |         |        |
|  | 6                | Empoli           | 1                |          |          |            |            |            |  |  |        |         |        |

#### Quarti di finale
Date: 11 maggio, 15 maggio, 18 maggio 2014
| Squadra 1          | Totale | Squadra 2              | Gara 1 | Gara 2 | Gara 3 |
| ------------------ | ------ | ---------------------- | ------ | ------ | ------ |
| ORSI Tortona       | 2 - 1  | Expo Inox Mortara      | 78-54  | 76-79  | 81-65  |
| GR Services Cecina | 2 - 1  | Nadirex Pavia          | 68-75  | 73-56  | 63-56  |
| Tulipano Bologna   | 0 - 2  | Tramec Riduttori Cento | 79-80  | 71-81  |        |
| Bakery Piacenza    | 2 - 1  | Computer Gross Empoli  | 57-61  | 80-55  | 68-60  |

#### Semifinali
Date: 25 maggio, 29 maggio, 1º giugno 2014
| Squadra 1       | Totale | Squadra 2              | Gara 1 | Gara 2 | Gara 3 |
| --------------- | ------ | ---------------------- | ------ | ------ | ------ |
| ORSI Tortona    | 2 - 1  | GR Services Cecina     | 67-58  | 71-73  | 81-70  |
| Bakery Piacenza | 2 - 1  | Tramec Riduttori Cento | 87-63  | 78-84  | 87-68  |

#### Finale
Date: 7 giugno, 12 giugno. 14 giugno 2014
| Squadra 1    | Totale | Squadra 2       | Gara 1 | Gara 2 | Gara 3 |
| ------------ | ------ | --------------- | ------ | ------ | ------ |
| ORSI Tortona | 2 - 1  | Bakery Piacenza | 65-47  | 71-79  | 79-65  |

### Girone B
|  | Quarti di finale | Quarti di finale | Quarti di finale |         |             | Semifinali | Semifinali | Semifinali |  |  | Finale | Finale    | Finale |
|  |                  |                  |                  |         |             |            |            |            |  |  |        |           |        |
|  | 1                | Orzinuovi        | 2                |         |             |            |            |            |  |  |        |           |        |
|  | 8                | S. Giorgio su L. | 1                |         |             |            |            |            |  |  |        |           |        |
|  | 8                | S. Giorgio su L. | 1                |         | 1           | Orzinuovi  | 2          |            |  |  |        |           |        |
|  |                  |                  |                  |         | 1           | Orzinuovi  | 2          |            |  |  |        |           |        |
|  |                  | 5                | Udine            | 1       |             |            |            |            |  |  |        |           |        |
|  | 4                | 5                | Udine            | 1       | Treviso     | 1          |            |            |  |  |        |           |        |
|  | 4                |                  |                  |         | Treviso     | 1          |            |            |  |  |        |           |        |
|  | 5                | Udine            | 2                |         |             |            |            |            |  |  |        |           |        |
|  |                  |                  |                  |         |             |            |            |            |  |  | 1      | Orzinuovi | 1      |
|  |                  |                  | 2                | Legnano | 2           |            |            |            |  |  |        |           |        |
|  | 2                | Legnano          | 2                |         |             |            |            |            |  |  |        |           |        |
|  | 7                | Pordenone        | 0                |         |             |            |            |            |  |  |        |           |        |
|  | 7                | Pordenone        | 0                |         | 2           | Legnano    | 2          |            |  |  |        |           |        |
|  |                  |                  |                  |         | 2           | Legnano    | 2          |            |  |  |        |           |        |
|  |                  | 3                | Montichiari      | 1       |             |            |            |            |  |  |        |           |        |
|  | 3                | 3                | Montichiari      | 1       | Montichiari | 2          |            |            |  |  |        |           |        |
|  | 3                |                  |                  |         | Montichiari | 2          |            |            |  |  |        |           |        |
|  | 6                | Costa Volpino    | 1                |         |             |            |            |            |  |  |        |           |        |

#### Quarti di finale
Date: 11 maggio, 15 maggio, 18 maggio 2014
| Squadra 1                    | Totale | Squadra 2                  | Gara 1 | Gara 2 | Gara 3 |
| ---------------------------- | ------ | -------------------------- | ------ | ------ | ------ |
| GaGà Milano Orzinuovi        | 2 - 1  | LTC San Giorgio su Legnano | 74-77  | 77-53  | 82-67  |
| De Longhi Treviso            | 1 - 2  | GSA Udine                  | 84-65  | 56-63  | 62-79  |
| Europromotion Legnano        | 2 - 0  | Friuladria Pordenone       | 72-60  | 69-65  |        |
| Contadi Castaldi Montichiari | 2 - 1  | Vivigas Costa Volpino      | 67-72  | 80-56  | 68-57  |

#### Semifinali
Date: 25 maggio, 29 maggio, 1º giugno 2014
| Squadra 1             | Totale | Squadra 2                    | Gara 1 | Gara 2 | Gara 3 |
| --------------------- | ------ | ---------------------------- | ------ | ------ | ------ |
| GaGà Milano Orzinuovi | 2 - 1  | GSA Udine                    | 68-70  | 68-64  | 69-65  |
| Europromotion Legnano | 2 - 1  | Contadi Castaldi Montichiari | 71-67  | 61-62  | 82-70  |

#### Finale
Date: 8 giugno, 12 giugno. 15 giugno 2014
| Squadra 1             | Totale | Squadra 2             | Gara 1 | Gara 2 | Gara 3 |
| --------------------- | ------ | --------------------- | ------ | ------ | ------ |
| GaGà Milano Orzinuovi | 1 - 2  | Europromotion Legnano | 63-62  | 51-78  | 57-70  |

### Girone C
|  | Quarti di finale | Quarti di finale | Quarti di finale |       |         | Semifinali | Semifinali | Semifinali |  |  | Finale | Finale | Finale |
|  |                  |                  |                  |       |         |            |            |            |  |  |        |        |        |
|  | 1                | Latina           | 2                |       |         |            |            |            |  |  |        |        |        |
|  | 8                | Giulianova       | 0                |       |         |            |            |            |  |  |        |        |        |
|  | 8                | Giulianova       | 0                |       | 1       | Latina     | 2          |            |  |  |        |        |        |
|  |                  |                  |                  |       | 1       | Latina     | 2          |            |  |  |        |        |        |
|  |                  | 4                | Pescara          | 0     |         |            |            |            |  |  |        |        |        |
|  | 4                | 4                | Pescara          | 0     | Pescara | 2          |            |            |  |  |        |        |        |
|  | 4                |                  |                  |       | Pescara | 2          |            |            |  |  |        |        |        |
|  | 5                | Senigallia       | 1                |       |         |            |            |            |  |  |        |        |        |
|  |                  |                  |                  |       |         |            |            |            |  |  | 1      | Latina | 2      |
|  |                  |                  | 2                | Rieti | 0       |            |            |            |  |  |        |        |        |
|  | 2                | Rieti            | 2                |       |         |            |            |            |  |  |        |        |        |
|  | 7                | Porto S. Elpidio | 0                |       |         |            |            |            |  |  |        |        |        |
|  | 7                | Porto S. Elpidio | 0                |       | 2       | Rieti      | 2          |            |  |  |        |        |        |
|  |                  |                  |                  |       | 2       | Rieti      | 2          |            |  |  |        |        |        |
|  |                  | 3                | Vasto            | 1     |         |            |            |            |  |  |        |        |        |
|  | 3                | 3                | Vasto            | 1     | Vasto   | 2          |            |            |  |  |        |        |        |
|  | 3                |                  |                  |       | Vasto   | 2          |            |            |  |  |        |        |        |
|  | 6                | Montegranaro     | 1                |       |         |            |            |            |  |  |        |        |        |

#### Quarti di finale
Date: 11 maggio, 15 maggio, 18 maggio 2014
| Squadra 1          | Totale | Squadra 2                        | Gara 1 | Gara 2 | Gara 3 |
| ------------------ | ------ | -------------------------------- | ------ | ------ | ------ |
| Benacquista Latina | 2 - 0  | Globo Giulianova                 | 95-48  | 79-56  |        |
| Amatori Pescara    | 2 - 1  | Goldengas Senigallia             | 76-67  | 67-81  | 71-61  |
| Linkem Rieti       | 2 - 0  | Ecoelpidiense Porto Sant'Elpidio | 77-53  | 71-63  |        |
| BCC Vasto          | 2 - 1  | Dino Bigioni Shoes Montegranaro  | 53-44  | 65-71  | 69-68  |

#### Semifinali
Date: 25 maggio, 29 maggio, 1º giugno 2014
| Squadra 1          | Totale | Squadra 2       | Gara 1 | Gara 2 | Gara 3 |
| ------------------ | ------ | --------------- | ------ | ------ | ------ |
| Benacquista Latina | 2 - 0  | Amatori Pescara | 77-52  | 78-71  |        |
| Linkem Rieti       | 2 - 1  | BCC Vasto       | 66-71  | 76-60  | 75-72  |

#### Finale
Date: 8 giugno, 11 giugno. 15 giugno 2014
| Squadra 1          | Totale | Squadra 2    | Gara 1 | Gara 2 | Gara 3 |
| ------------------ | ------ | ------------ | ------ | ------ | ------ |
| Benacquista Latina | 2 - 0  | Linkem Rieti | 72-65  | 60-52  |        |

### Girone D
|  | Quarti di finale | Quarti di finale    | Quarti di finale |           |           | Semifinali | Semifinali | Semifinali |  |  | Finale | Finale  | Finale |
|  |                  |                     |                  |           |           |            |            |            |  |  |        |         |        |
|  | 1                | Scafati             | 2                |           |           |            |            |            |  |  |        |         |        |
|  | 8                | Bernalda            | 0                |           |           |            |            |            |  |  |        |         |        |
|  | 8                | Bernalda            | 0                |           | 1         | Scafati    | 2          |            |  |  |        |         |        |
|  |                  |                     |                  |           | 1         | Scafati    | 2          |            |  |  |        |         |        |
|  |                  | 4                   | Lanciano         | 0         |           |            |            |            |  |  |        |         |        |
|  | 4                | 4                   | Lanciano         | 0         | Lanciano  | 2          |            |            |  |  |        |         |        |
|  | 4                |                     |                  |           | Lanciano  | 2          |            |            |  |  |        |         |        |
|  | 5                | Francavilla Fontana | 0                |           |           |            |            |            |  |  |        |         |        |
|  |                  |                     |                  |           |           |            |            |            |  |  | 1      | Scafati | 2      |
|  |                  |                     | 3                | Bisceglie | 0         |            |            |            |  |  |        |         |        |
|  | 2                | Agropoli            | 2                |           |           |            |            |            |  |  |        |         |        |
|  | 7                | Maddaloni           | 1                |           |           |            |            |            |  |  |        |         |        |
|  | 7                | Maddaloni           | 1                |           | 2         | Agropoli   | 1          |            |  |  |        |         |        |
|  |                  |                     |                  |           | 2         | Agropoli   | 1          |            |  |  |        |         |        |
|  |                  | 3                   | Bisceglie        | 2         |           |            |            |            |  |  |        |         |        |
|  | 3                | 3                   | Bisceglie        | 2         | Bisceglie | 2          |            |            |  |  |        |         |        |
|  | 3                |                     |                  |           | Bisceglie | 2          |            |            |  |  |        |         |        |
|  | 6                | Martina Franca      | 0                |           |           |            |            |            |  |  |        |         |        |

#### Quarti di finale
Date: 11 maggio, 15 maggio, 18 maggio 2014
| Squadra 1          | Totale | Squadra 2                    | Gara 1 | Gara 2 | Gara 3 |
| ------------------ | ------ | ---------------------------- | ------ | ------ | ------ |
| Givova Scafati     | 2 - 0  | BBC Group Bernalda           | 67-50  | 77-48  |        |
| BPER Lanciano      | 2 - 0  | Soavegel Francavilla Fontana | 90-79  | 75-68  |        |
| BCC Agropoli       | 2 - 1  | San Michele Maddaloni        | 82-77  | 77-83  | 74-59  |
| Ambrosia Bisceglie | 2 - 0  | DueEsse Martina Franca       | 78-61  | 79-59  |        |

#### Semifinali
Date: 25 maggio, 29 maggio, 1º giugno 2014
| Squadra 1      | Totale | Squadra 2          | Gara 1 | Gara 2 | Gara 3 |
| -------------- | ------ | ------------------ | ------ | ------ | ------ |
| Givova Scafati | 2 - 0  | BPER Lanciano      | 85-67  | 71-68  |        |
| BCC Agropoli   | 1 - 2  | Ambrosia Bisceglie | 99-90  | 87-92  | 74-76  |

#### Finale
Date: 8 giugno, 12 giugno. 15 giugno 2014
| Squadra 1      | Totale | Squadra 2          | Gara 1 | Gara 2 | Gara 3 |
| -------------- | ------ | ------------------ | ------ | ------ | ------ |
| Givova Scafati | 2 - 0  | Ambrosia Bisceglie | 91-68  | 82-68  |        |

## Final Four Promozione
- Incontri unici in campo neutro a Cervia il 21 e 22 giugno 2014.
- Le vincenti delle semifinali ottengono la promozione in Serie A2.
- Le perdenti delle semifinali si sfidano in un'ulteriore gara per l'ultimo posto che vale la promozione in Serie A2.

|  | Semifinali | Semifinali              | Semifinali |                    |    | Finale                 | Finale | Finale |  |
|  |            |                         |            |                    |    |                        |        |        |  |
|  | A          | Derthona Basket Tortona | 81         |                    |    |                        |        |        |  |
|  | A          | Derthona Basket Tortona | 81         |                    |    |                        |        |        |  |
|  | B          | Legnano Basket Knights  | 72         |                    |    |                        |        |        |  |
|  | B          | Legnano Basket Knights  | 72         |                    | B  | Legnano Basket Knights | 62     |        |  |
|  |            |                         |            |                    | B  | Legnano Basket Knights | 62     |        |  |
|  |            |                         | C          | Benacquista Latina | 58 |                        |        |        |  |
|  | C          | Benacquista Latina      | C          | Benacquista Latina | 58 | 69                     |        |        |  |
|  | C          | Benacquista Latina      |            |                    |    |                        |        |        |  |
|  | D          | Givova Scafati          | 72         |                    |    |                        |        |        |  |

## Verdetti
- Promosse in Serie A2: Scafati Basket, Derthona Basket Tortona e Legnano Basket Knights.
Oltre a queste, anche Latina Basket[1] e Pallacanestro Piacentina vengono ripescate e promosse mentre il Treviso Basket acquisisce i diritti sportivi di Basket Nord Barese e accede anch'esso in Serie A2.
- Ritirata prima dell'inizio della stagione: CUS Messina.
- Ritirata a campionato in corso: Cestistica San Severo.
- Retrocesse in Serie C: Vis Spilimbergo e Valdiceppo Basket Perugia.
- Ripescata: CUS Torino
- Non ammesse alla stagione successiva: Alessandria Basketball, Sporting Club 1949 Montecatini Terme, ABC Castelfiorentino, Orvieto Basket, Lanciano Basket, Pallacanestro Molfetta e Cestistica Bernalda.
- Vincitrice Coppa Italia DNB: Latina Basket.